# Alcalá del Valle (kommunhuvudort)
Alcalá del Valle är en kommunhuvudort i Spanien.   Den ligger i provinsen Provincia de Cádiz och regionen Andalusien, i den södra delen av landet, 400 km söder om huvudstaden Madrid. Alcalá del Valle ligger 619 meter över havet och antalet invånare är 5 323.
Terrängen runt Alcalá del Valle är lite kuperad. Runt Alcalá del Valle är det ganska glesbefolkat, med 38 invånare per kvadratkilometer. Närmaste större samhälle är Ronda, 18,0 km söder om Alcalá del Valle. Trakten runt Alcalá del Valle består till största delen av jordbruksmark.